# Одесский уезд
Оде́сский уе́зд — административно-территориальная единица (уезд) в составе Херсонской и Одесской губерний Российской империи, существовавшая в 1825—1923 годах. Центр — город Одесса.

## История
Одесский уезд был образован в 1825 году в составе Херсонской губернии. В 1920 году отнесён к Одесской губернии.
Упразднён в 1922 году.

## Численность и состав населения
По данным первой Всеобщей переписи населения Российской империи 1897 года, в Одесском уезде проживали (вместе с городом Одессой) 610 042 человека. В том числе: русские — 37,4 %, евреи — 22,0 %, украинцы — 21,9 %, немцы — 10,3 %, поляки — 3,0 %, болгары — 1,4 %, греки — 1,2 %, молдаване — 1,2 %. В уездном городе Одессе проживали 403 815 человек, в заштатных городах Маяки — 4 575 человек, Овидиополь — 5 187 человек, Очаков — 10 786 человек.

## Административное деление
В 1913 году в состав Одесского уезда входили 34 волости: Александровская, Александрофельдская, Анатольевская, Антоно-Кудинцевская, Анчекрак-Ильинская (центр — с. Ильинское), Баденская, Больше-Буялыкская, Бельчанская, Беляевская, Гильдендорфская, Граденицкая, Зельцская, Ильинская, Калаглейская, Ковалевская, Коренихская, Кубанская, Курисово-Покровская, Куртовская, Ландауская, Мало-Буялыкская, Мангеймская, Мариинская, Нейзацкая, Нейфрейдентальская, Нечаевская, Николаевская, Ново-Покровская, Петровская, Раснопольская, Рорбахская, Севериновская, Страсбургская, Тузловская.